# 小竹町 (練馬区)
小竹町（こたけちょう）は、東京都練馬区の町名。現行行政地名は小竹町一丁目及び小竹町二丁目。住居表示実施済み区域である。住居表示実施済区域。

## 地理
練馬区の東部に位置する。北部を板橋区小茂根、南部を同区旭丘、東部を板橋区向原、西部を同区羽沢・栄町と接する。町内には、西武池袋線の江古田駅北口と東京メトロ有楽町線、東京メトロ副都心線、西武有楽町線の小竹向原駅がある。小竹向原駅は練馬区小竹町と板橋区向原にまたがっているが小竹町側の改札口出入り口にはほとんど店などはない。スーパーマーケット、ファミリーレストランなどがあるのは向原側である。そのため小竹町の繁華街（小竹通り、日大通り、音大通り商店街）はもっぱら江古田駅側のみになる。しかし、基本的に小竹町二丁目は第一種低層住居専用地域のため3階以上の建物が建てられなかったり、商業活動に規制が厳しいため、ほとんどが住宅地として利用されている。また、小竹町と隣接する旭丘に日本大学藝術学部や羽沢に武蔵野音楽大学などがあるため小竹向原駅や江古田駅北口などは通学経路として利用されている。

### 地価
住宅地の地価は、2025年（令和7年）1月1日の公示地価によれば、小竹町1-51-9の地点で60万6000円/m2、小竹町2-14-2の地点で68万円/m2となっている。

## 歴史
旧・武蔵国豊島郡上板橋村字小竹。小竹村として独立した扱いをされることもあった。徳川秀忠の庶子保科正之の母お静の方は武州板橋在竹村の大工ともいわれる神尾栄加の娘とされているが、この竹村は小竹村のことと考えられている。
1871年（明治4年）11月に浦和県（現埼玉県）から東京府に編入された。1932年（昭和7年）の板橋区成立時に小竹町となり、1947年（昭和22年）の練馬区成立時に江古田町（後の旭ヶ丘、現・旭丘）と共に移管された。1960年（昭和35年）、旭丘に一部を譲って地番整理を行い小竹町一丁目および二丁目となった。1987年（昭和62年）1月1日に住居表示を実施した。
小竹町と旭丘の2地域が練馬区に移管されたのは、元々板橋警察署江古田駐在所の管轄だったことに起源がある。江古田駐在所が1937年（昭和12年）の練馬警察署設置時に移管され、1944年（昭和19年）に板橋区役所練馬支所が設置された際にその管轄範囲を警察に合わせた。そして練馬区の独立時にその範囲をそのまま引き継いだためである。

### 地名の由来
地名の由来は諸説あり、不明である。

## 世帯数と人口
2025年（令和7年）4月1日現在（練馬区発表）の世帯数と人口は以下の通りである。
| 丁目         | 世帯数    | 人口    |
| ------------ | --------- | ------- |
| 小竹町一丁目 | 3,233世帯 | 5,219人 |
| 小竹町二丁目 | 2,708世帯 | 4,427人 |
| 計           | 5,941世帯 | 9,646人 |

### 人口の変遷
国勢調査による人口の推移。
| 年                 | 人口   |
| ------------------ | ------ |
| 1995年（平成7年）  | 8,484  |
| 2000年（平成12年） | 8,495  |
| 2005年（平成17年） | 8,729  |
| 2010年（平成22年） | 8,538  |
| 2015年（平成27年） | 9,084  |
| 2020年（令和2年）  | 10,064 |

### 世帯数の変遷
国勢調査による世帯数の推移。
| 年                 | 世帯数 |
| ------------------ | ------ |
| 1995年（平成7年）  | 4,276  |
| 2000年（平成12年） | 4,601  |
| 2005年（平成17年） | 4,853  |
| 2010年（平成22年） | 4,942  |
| 2015年（平成27年） | 5,127  |
| 2020年（令和2年）  | 5,990  |

## 学区
区立小・中学校に通う場合、学区は以下の通りとなる（2022年7月現在）。
- 区域 : 一丁目、二丁目　各全域
  - 小学校 : 練馬区立小竹小学校
  - 中学校 : 練馬区立旭丘中学校

## 交通

### 鉄道
- 小竹向原駅
  -  東京メトロ有楽町線
  -  東京メトロ副都心線
  -  西武有楽町線

### バス
都営バス
- 小竹町二丁目停留所（環七通り）
  - 赤31・赤31-2系統 - 赤羽駅東口行、高円寺駅北口行（国際興業バス、関東バス）
  - 王78系統 - 王子駅前行、新宿駅西口行（都営バス）

### 道路
- 東京都道318号環状七号線（通称：環七通り）
- 東京都道441号池袋谷原線（通称：要町通り）

## 産業

### 事業所
2021年（令和3年）現在の経済センサス調査による事業所数と従業員数は以下の通りである。
| 丁目         | 事業所数  | 従業員数 |
| ------------ | --------- | -------- |
| 小竹町一丁目 | 120事業所 | 1,100人  |
| 小竹町二丁目 | 103事業所 | 1,207人  |
| 計           | 223事業所 | 2,307人  |

#### 事業者数の変遷
経済センサスによる事業所数の推移。
| 年                 | 事業者数 |
| ------------------ | -------- |
| 2016年（平成28年） | 196      |
| 2021年（令和3年）  | 223      |

#### 従業員数の変遷
経済センサスによる従業員数の推移。
| 年                 | 従業員数 |
| ------------------ | -------- |
| 2016年（平成28年） | 1,979    |
| 2021年（令和3年）  | 2,307    |

### 農業
- 販売農家数：0戸
- 農業就業人口：0人
- 経営耕地面積：0a

（2000年（平成12年）2月1日現在、「練馬区統計書平成17年版 農業センサス」より。なお、ここに掲載したのは農業集落名が「小竹町」となっている農家）小竹町の農業は現在存在しない。自給的農家がわずかに2戸あるのみである。

### 工業
- 工場数：4
- 従業者数：108人
  - 常用労働者：108人
  - 事業主・家族従業者：0人
- 製造品出荷額等：259,108（万円）
- 付加価値額：138,449（万円）

（2003年（平成15年）12月現在「練馬区統計書平成17年版 工業統計調査」より。なお一部非公表の丁目があるため、実際にはこれより数字は若干大きくなる）小竹町は区内でも工場数が格段に少ないが、従業者数50人～99人規模という区内でも比較的規模の大きな工場が一つあるため、町内に工業はあるといえる。平成12年（2000年）と比べると、工場数に変化はないものの、従業者数（142→108）・製造品出荷額等（33億222万→25億9108万）いずれも減少している。

## 施設

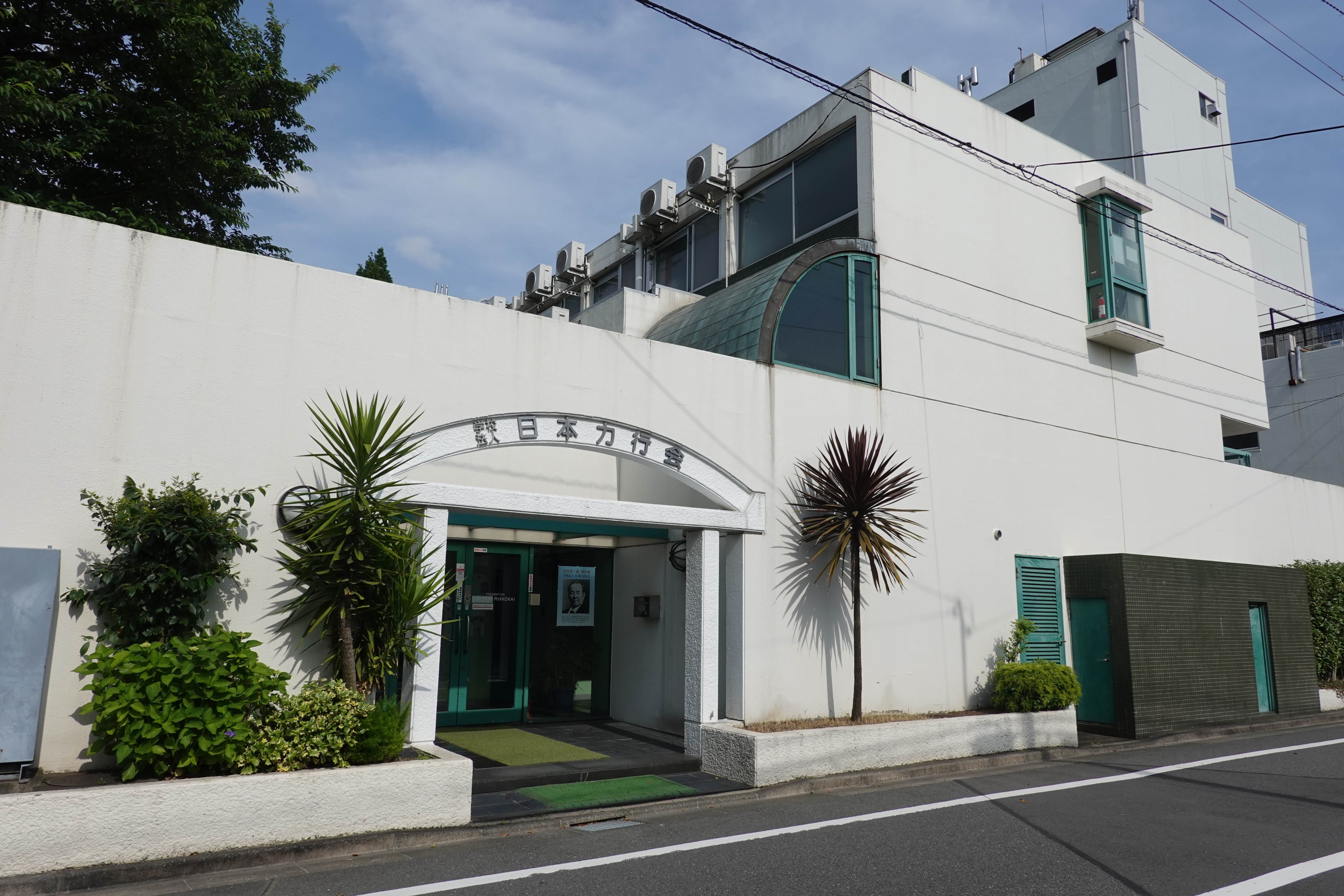
日本力行会

### 小竹町一丁目
- 浅間神社 - 江古田駅北口前。
  - 境内に「江古田の富士塚」（重要有形民俗文化財）がある。
- 錦華学院 - 児童養護施設。
- 江古田斎場 - 音大通りに面する。
- 小竹通り、日大通り商店街
  - 赤坂 雪華堂（和菓子店）
  - LIVEHOUSE Imix EKODA - ライブハウス。
- 両口屋是清東京支店

### 小竹町二丁目
- 小竹向原駅（東京地下鉄、西武有楽町線）
- 小竹町二丁目停留所（環七通り）
- 練馬区立小竹小学校
- 練馬区立小竹図書館
- 練馬小竹郵便局
- 小竹町交番
- 学校法人日本力行会（海外交流団体）
  - りっこう幼稚園
  - 臨時宿泊利用施設 - 一般の人も宿泊可能。
- 武蔵野音楽大学むらさき寮 - 同大学江古田キャンパスの女子寮。
- 安楽亭小竹町店 - 環七通りに面する。
- 木曽路環七小竹町店 - 環七通りに面する。
- 八雲神社

## ゆかりの人物
- 馬場のぼる - 漫画家・絵本作家。1952年から死去まで居住[15]。小竹図書館にコーナーがある[16]。
- 久松潜一 - 国文学者。1935年から死去まで居住[15]。
- 佐々木喬 - 農学者。1934年に同潤会の江古田分譲住宅を購入して居住。住宅は2010年に「旧同潤会江古田分譲住宅佐々木邸」として国の登録有形文化財に登録された[17]。
- 藤田嗣治 - 画家。1946年、現在の小竹町2丁目67番地の一画にアトリエを構え、パリに戻るまで数年（？）滞在した[18]。
- 角川源義 - 俳人。1945年に当地で角川書店を創立[19]。

## その他

### 日本郵便
- 郵便番号 : 176-0004[3]（集配局 : 練馬郵便局[20]）。